# 美術家平和会議
美術家平和会議（びじゅつかへいわかいぎ）は、「平和美術展」を開催する美術団体。朝鮮戦争のさなかの1952年に創立された「美術家平和懇談会」が前身。文化団体連絡会議の構成団体でもある。
「平和の壁に花一輪を」をキャッチフレーズに、東京都内で「平和美術展」を開催するグループの中心となっている。
東京の「平和美術展」の活動に倣って、地方都市でも「平和美術展」が開催されている。
多くの場合、毎年1回の「平和美術展」のためだけに毎回、実行委員会を結成しているが、関西美術家平和会議、広島平和美術協会、岡山平和美術会のように常設の組織を形成している場合もある。
地方都市では、各地の「平和のための戦争展」実行委員会と合同で会場を借り、「平和美術展」を開催している地域もある。
日本美術会とメンバーが一部重複し、行動をともにすることもあるが別組織。
代表委員は、西常雄、小林喜巳子、宮本和郎、安和子。
「平和美術展」には、山下菊二、やなせたかし、桂川寛、熊谷榧、浅野琢也、四国五郎、若林景光らも出品したことがある。

## 経緯
- 1952年、朝鮮戦争に危機感を抱いた美術家たちが美術家平和懇談会結成。東京都美術館で第1回「平和美術展」を開催。同年6月18日、野上弥生子、平塚らいてうら20名の婦人団体代表による破壊活動防止法反対の国会要請に、美術家平和懇談会、平和美術展委員会、日本美術会が名を連ねる[2]。

- 1969年8月、日本美術会と共催で沖縄全面返還のための版画展開催[6]。
- 1991年12月、「東京都美術館の借館料入場料の大幅な値上げを行わないとともに、管理運営の法人組織化や民間委託をしないよう求める」請願書を日本美術会、全日本職場美術協議会とともに。東京都議会に提出[6]。
- 2006年8月、頼近美津子司会、東京交響楽団出演の「子どもたちと芸術家の出あう街2006“夏祭り”」の実行委員会に日本美術会、全日本職場美術協議会などともに参加[7]。

## 亡くなった被爆者の肖像画を描く運動
- 1958年の第7回平和美術展から、日本原水爆被害者団体協議会と協力して、亡くなった被爆者の写真をもとに肖像画を美術家が描き、平和美術展に展示した後、遺族に贈る「被爆者肖像画運動」に取り組んでいる[8][5]。

## 各地の平和美術展
- 1952年、美術家懇話会が東京都美術館で第1回「平和美術展」を開催。
- 1953年、関西美術家平和会議が大阪市で第1回関西平和美術展を開催。
- 1955年、四国五郎、下村仁一、増田勉、柿手春三らが第1回「広島平和美術展」（後に広島平和美術協会）創立。
- 1962年、第1回岡山平和美術展。
- 1967年、第1回埼玉平和美術展、第1回群馬平和美術展開催。
- 1970年、神奈川県横須賀市で第1回ヨコスカ平和美術展開始。
- 1983年9月、岩手県民会館で、第1回岩手平和美術展。
- 1991年、第1回下関平和美術展開催。
- 1994年、第1回宮城平和美術展開催。
- 1998年、第1回釜石平和美術展。